# Hương Bình, Hương Trà
Hương Bình là một xã thuộc thị xã Hương Trà, thành phố Huế, Việt Nam.
Xã Hương Bình có diện tích 63,11 km², dân số năm 2020 là 3.054 người, mật độ dân số đạt 44 người/km².

## Hành chính
Theo Nghị quyết số 23/NQ-HĐND ngày 19/8/2019 của Hội đồng nhân dân tỉnh, xã Hương Bình được sắp xếp thành 5 thôn:
1. Bình Dương
2. Bình Sơn
3. Hải Tân
4. Quang Lộc
5. Tân Phong